# Archie Cochrane
Archibald Leman „Archie“ Cochrane (* 12. Januar 1909 in Galashiels, Schottland; † 18. Juni 1988 in Dorset, England) war ein britischer Epidemiologe und Begründer der evidenzbasierten Medizin.
Von 1932 bis 1935 war Cochrane wegen seiner Porphyrie in psychoanalytischer Behandlung bei Theodor Reik (in Berlin, Wien und Den Haag). Sein 1934 begonnenes Medizinstudium am University College Hospital in London unterbrach Cochrane, um von 1936 bis 1937 auf Seiten der Internationalen Brigaden im Spanischen Bürgerkrieg teilzunehmen. Das Studium schloss er am 14. März 1938 ab. Als Kriegsteilnehmer im Royal Army Medical Corps (seit 1939) geriet Cochrane 1941 auf Kreta in deutsche Kriegsgefangenschaft und war zunächst in Griechenland, dann in Deutschland interniert.
Nach dem Zweiten Weltkrieg unternahm er Studien über die Pneumokoniose an walisischen Bergarbeitern sowie von 1947 bis 1948 in den USA über die Epidemiologie der Tuberkulose. Mit der Veröffentlichung seines bahnbrechenden Buches Effectiveness and Efficiency: Random Reflections on Health Services im Jahr 1972 gilt Cochrane als Vater der evidenzbasierten Medizin.
Im Jahr 1993 wurde das internationale Netzwerk Cochrane Collaboration gegründet und nach ihm benannt.